# Tastaturbelegung
Die Tastaturbelegung (auch Tastaturlayout) beschreibt sowohl die Kodierung der einzelnen Tasten als auch deren Lage und Anzahl auf der Tastatur einer Schreibmaschine, eines Textverarbeitungssystems oder Computerterminals. Je nach Anwendung und Einsatzzweck gibt es verschiedene Varianten, spezielle Tasten für bestimmte Funktionen, wie auch besondere Tastaturen an Kassensystemen. Grundsätzlich muss zwischen der physischen Belegung – d. h. der mechanischen Anordnung der bedruckten Tasten im Tastenfeld (englisch keyboard layout) – und einer variablen, über Software anpassbaren Tastaturbelegung (auch Tastenbelegung oder Tastatur-Zeichenbelegung, englisch keyboard mapping) – also der Zuordnung von Zeichen und Funktionen zu bestimmten Tasten – unterschieden werden.

## PC-Tastatur

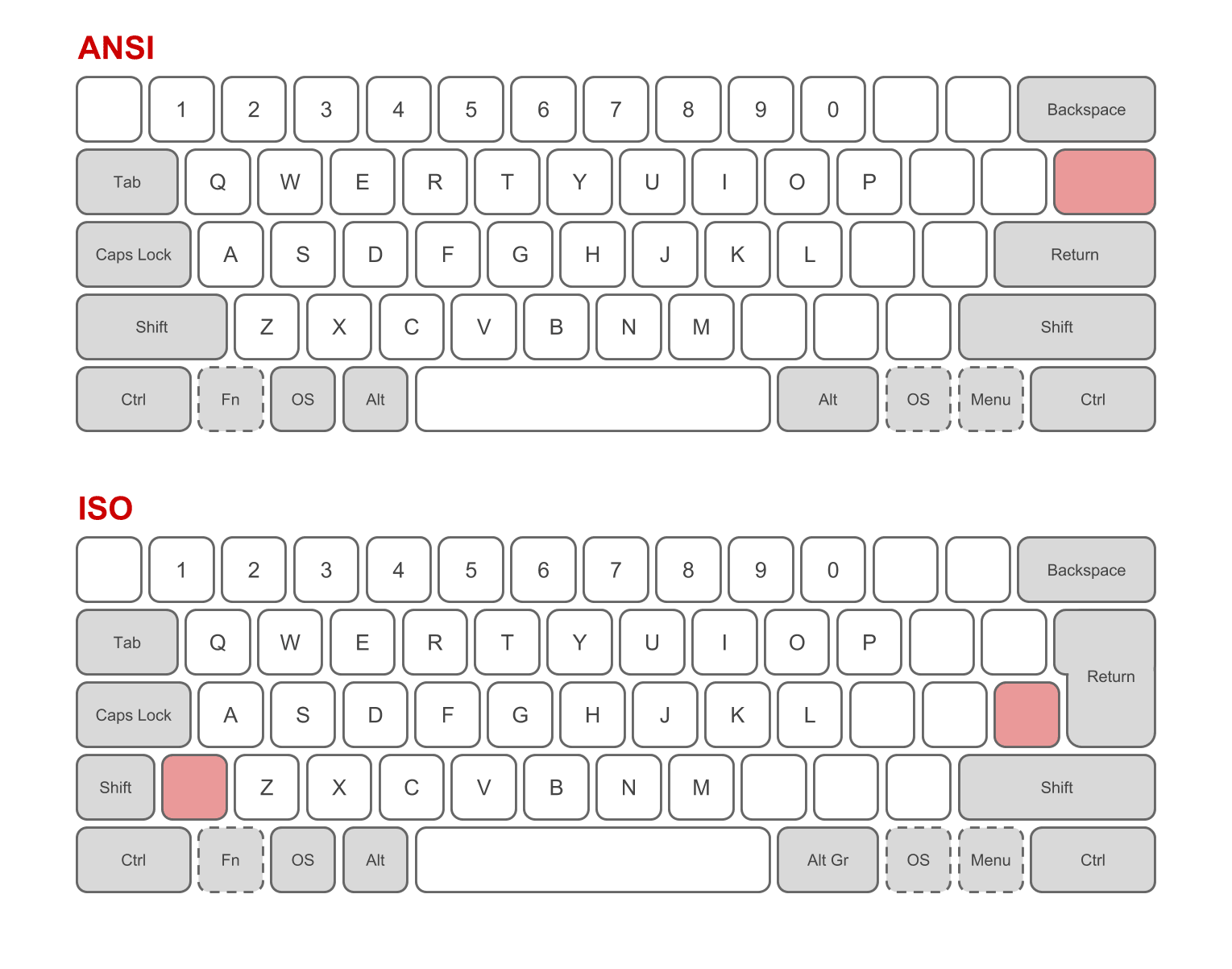
Hauptblock in ANSI- und ISO-Variante

In den Anfängen der Computertechnik gab es noch wesentlich mehr Variationsbreite bezüglich Tastenanordnung und Tastenbelegung, so dass sich Benutzer beim Wechseln der Rechnergeneration oder des Fabrikats häufig umgewöhnen mussten. Seit der Einführung des IBM Model M (1984–1999) ist das Tastenfeld einer handelsüblichen Tastatur in drei Blöcke unterteilt:
- Der Hauptblock oder Buchstabenblock enthält die Buchstaben, Ziffern und sonstige gebräuchliche Zeichen sowie die wichtigsten Tasten zum Steuern der Eingaben, Funktionen und Programme; siehe unten. Die Funktionstasten waren bis einschließlich dem PC/XT („XT-Layout“) als 2×5 Tasten links neben dem Hauptblock angeordnet. Bei IBM-Großrechnerterminals gab es schon in früheren Jahren Funktionstastenfelder oberhalb des Hauptblocks mit bis zu 24 Tasten. Der Hauptblock kommt in zwei physischen Grundvarianten vor, deren Unterschiede bei billigen Tastaturen und Laptops oft nicht oder nur teilweise beachtet werden:
  - Die in Europa verbreitete ISO-Tastatur (auch 102/105-Tasten-Tastatur genannt) hat eine zweizeilige Eingabetaste und rechts neben der linken Umschalttaste befindet sich eine weitere Taste, wodurch die Umschalttaste schmaler als die Feststelltaste ist.
  - Diese zusätzliche Taste fehlt ersatzlos bei der US-amerikanischen ANSI-Tastatur (auch 101/104-Tasten-Tastatur). Die Taste, die sich bei der ISO-Tastatur mittig über der rechten Umschalttaste befindet, wird von der Eingabetaste eingenommen und ersetzt meist die obere Zeile der Eingabetaste (oder in seltenen Fällen die linke Hälfte der Rücktaste).
- Der Cursorblock enthält die Cursortasten (siehe Cursor ‚Einfügemarke‘), d. h. die vier Pfeiltasten in einer umgekehrten T-Anordnung, darüberliegend die sechs Tasten Pos1, Ende, Bild auf, Bild ab sowie Entf und Einfg; siehe unten. Bei Laptops befinden sich die Pfeiltasten meist unter der rechten Umschalttaste, während sich für die anderen Tasten keine einheitliche Position etabliert hat.
- Der Ziffernblock enthält Zifferntasten, Dezimalkomma und Rechenzeichen der Grundrechenarten sowie die Num- und die Enter-Taste; siehe unten. Die Zifferntasten sind für die schnelle Eingabe von reinen Zahlenkolonnen von Hand gedacht. Sie sind wie auf einem Taschenrechner angeordnet (oben 7, 8 und 9) – also andersherum als auf einer Telefontastatur. Die Belegung kann mit der Num-Taste auf Cursortasten umgeschaltet werden. Diese Konvention stammt aus der Zeit, als der Cursorblock auf PC-Tastaturen noch nicht üblich war. Bei einer kompakten Tastatur wird der Ziffernblock ganz weggelassen oder durch Mehrfachbelegung in den Hauptblock integriert. Der Cursorblock wird dabei in den Hauptblock integriert; früher auch bei manchen Rechnerfabrikaten, wie von Commodore. Auch bei Notebooks kleiner als 15" sowie manchen größeren Modellen fehlt der Nummernblock, wobei ASUS ihn dann teils ins Touchpad integriert.

## Beschreibung der Tasten
Die PC-Tastatur zeichnet sich durch einige Tasten aus, die auf anderen Tastaturen nicht vorhanden sind oder anders funktionieren. Über „Style-Guides“ wird festgelegt, wie Anwendungsprogramme die Tasten und Tastenkombinationen interpretieren sollten. Im Folgenden werden kurz einige Tasten mit ihren Besonderheiten in allgemein üblichen Betriebssystemen und Programmen aufgezeigt.

### Allgemeine Eingabe
Im Hauptblock befinden sich folgende Tasten:
- Ziffern, Buchstaben, Interpunktionszeichen, Sonderzeichen etc. 1 bis 0, A bis Z, Komma ,, Punkt ., Bis-Strich -, # usw.
- Leertaste zur Eingabe eines Wortabstands mittels Leerzeichen
- Tabulatortaste zum Springen zwischen Eingabenfeldern oder zum Ausrichten von Text ↹  bzw. ⇥
- Return- bzw. Eingabetaste ↵ bzw. ↩ bzw. Return bzw. Enter
- Funktionstasten („F-Tasten“), siehe unten F1 bis F12
- verschiedene Umschalttasten, siehe unten

Sofern vorhanden befinden sich im Ziffernblock:
- Zifferntasten 0 bis 9 und je nach Tastaturbelegung entweder das Dezimalkomma oder der Dezimalpunkt 0–9, , bzw. .
- Tasten für die Grundrechenarten Plus, Minus, Mal und Geteilt + und − und * bzw. × und / bzw. ÷
- Num-Taste Num bzw. Num Lock
- Enter-Taste Enter bzw. ⌤

### Umschalttasten
Diese Tasten dienen dazu, den „normalen“ Tasten eine andere Bedeutung zu geben.
- Strg (Schweiz: Ctrl) Steuerung/(Control): Hilfstaste für Tastenkombinationen – meist doppelt vorhanden (ohne Funktionsunterschied)
- ⇧ (Schweiz: Shift ⇧) Umschalt/Shift: Steuertaste der Tastatur-Zweitbelegung, insbesondere Groß-/Kleinbuchstaben, auch Hilfstaste für Tastenkombinationen – meist doppelt vorhanden (ohne Funktionsunterschied)
- ⇩ (Schweiz: Caps Lock) Feststell/Shift-Lock/Capslock: hat meist eine Kontroll-Leuchtdiode rechts oben und fixiert entweder die Tastatur-Zweitbelegung oder nur Groß-/Kleinschreibung. Diese Taste ist beim deutschen Windows standardmäßig stets eine Umschalt-Feststelltaste, während sie auf allen anderen Systemen (Apple, Unix, Atari, Linux) stets eine Groß-/Kleinschrift-Umschalttaste war und ist.
- Num ⇩ (Schweiz: Num Lock) Num(bers) Lock: Schaltet den Ziffernblock um zwischen Eingabe von Ziffern und Bewegen der Schreibmarke. Ein Relikt aus der Zeit des IBM-PC, bei dem der mittlere Block heutiger Tastaturen mit den eigenständigen Cursortasten nicht existierte – hat meist eine Kontroll-Leuchtdiode rechts oben
- Alt Alt(ernate): Dritte Hilfstaste für Tastenkombinationen auf PC-Tastaturen
- Alt Gr Alt Gr (Alternate Graphic): Steuertaste der Tastatur-Drittbelegung
- ⌥ Wahl/Alt(ernate)/Opt(ion): Umschalttaste auf Apple-Systemen
- ⌘ Befehl/Command: Umschalttaste auf Apple-Systemen
- Windowstaste: Umschalttaste auf PC-Systemen
- fn Funktion/Function: zusätzliche Umschalttaste auf Tastaturen mit reduzierter Tastenanzahl

| Funktion                                                    | PC (Deutschl. und Österr.)         | PC (Schweiz)               | Macintosh (Deutschland und Österreich)                              |
| ----------------------------------------------------------- | ---------------------------------- | -------------------------- | ------------------------------------------------------------------- |
| Zweitbelegung (Großbuchstaben)                              | ⇧                                  | ⇧ Shift                    | Umschalttaste                                                       |
| Feststelltaste (Caps lock) oder Umschaltsperre (Shift lock) | ⇩⇧ (unter Windows: Umschaltsperre) | Caps Lock (Feststelltaste) | ⇪ (Feststelltaste)                                                  |
| Feststelltaste des Ziffernblocks                            | Num ⇩                              | Num Lock                   | Num.                                                                |
| Drittbelegung                                               | Alt Gr                             | Alt Gr                     | Wahl- oder Alt-Taste ⌥                                              |
| Viertbelegung                                               | Num ⇩                              | Num Lock                   | Umschalt- und Wahltaste                                             |
| Steuerzeichen oder Befehlssequenzen (Shortcuts)             | Strg Steuerungstaste               | Ctrl Controltaste          | Befehlstaste ⌘ (vulgo Apfel-Taste)                                  |
| Eingabe von Befehlssequenzen bzw. Menüaufrufe               | Alt                                | Alt                        | ctrl und F2 (aktiviert die Menüzeile bei aktiver Tastatursteuerung) |

### Bearbeitungstasten
Systemübergreifend auf Tastaturen:
- Rücklöschtaste/Backspace-Taste: Löschen eines Zeichens vor dem (links vom) Cursor und somit eine Zeichen-Position rückwärts (bezogen auf Lese-/Schreib-Richtung).
⌫ bzw. ↤ bzw. Löschen

Bei an IBM-PC orientierten Tastaturbelegungen (Windows, Linux):

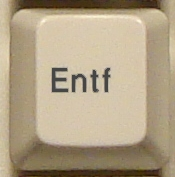
Mit Entf beschriftete Entfernen-Taste

- Mit Entf beschriftete Entfernen-TasteEntfernen- bzw. Delete-Taste: Löschen eines Zeichens nach dem (rechts vom) Cursor. Gegebenenfalls zusätzlich im Ziffernblock über die Zweitbelegung vorhanden.
Entf bzw. Entfernen oder Del bzw. Delete (bei Tastaturen ohne Ziffernblock auch fn+⌫)
- Einfügen/Insert: Zum Umschalten zwischen standardmäßigem Einfügen-Modus und speziellem Überschreiben-Modus (traditionell wird dabei die Darstellung des Cursors verändert; beispielsweise: Im Einfügen-Modus als ein senkrechter Strich zwischen den bestehenden Zeichen sichtbar und im Überschreiben-Modus als ein Rechteck („Block“), das ein bestehendes und zu überschreibendes Zeichen überlagert. Gegebenenfalls zusätzlich im Ziffernblock über die Zweitbelegung vorhanden.
Einfg bzw. Einfügen oder Ins bzw. Insert

### Kombinations-/Kompositionstasten
Systemübergreifend auf Tastaturen
- Tottasten sind auf Tastaturen Tasten zum Erstellen von Buchstaben mit diakritisches Zeichen. Auf deutschen Tastaturen sind ´, ` und ~; auf Schweizer Tastaturen zusätzlich ¨ enthalten.

Bei an traditionellem Unix orientierten Tastaturbelegungen
- Compose-Taste: zur einfachen Eingabe besonderer Zeichen (von englisch compose ‚zusammensetzen‘) durch Eingeben der Komponenten (z. B. „ø“ durch Compose+o+/). Die Compose-Taste wird auch Multi-Key genannt und ist nur in seltenen Fällen physisch vorhanden. 
Compose

### Tasten zur Steuerung des Cursors
Diese Tasten befinden sich typischerweise zwischen dem Haupttastenblock und dem Nummernblock. Die Funktion mancher dieser Tasten kann je nach Anwendung stark variieren. Sie sind meist aufgeteilt in
- ←↑→↓ Pfeil-/Cursortasten: links, aufwärts, rechts, abwärts – vereinzelt sind mehr Tasten zu finden (Diagonalen) – auf Windows-PCs im Ziffernblock als Zweitbelegung auf 4, 8, 6 und 2 meist zusätzlich vorhanden

Sechserblock (bei deutscher Belegung)

- Bild ↑/Page up und Bild ↓/Page down Bild auf/ab: einen Textblock, Seite oder Bildschirmseite nach oben/unten springen – auf Windows-PCs im Ziffernblock als Zweitbelegung auf 3 und 9 meist zusätzlich vorhanden
- Pos1/Home Pos1/Home und Ende/End Ende/End: an den Anfang/an das Ende (der Zeile, des Dokuments, der Auswahl usw.) springen – auf Windows-PCs im Ziffernblock als Zweitbelegung auf 1 und 7 meist zusätzlich vorhanden
- ⇩ Rollen/Scroll Lock Rollen-Taste/Scroll Lock-Taste: Bildlauf aktivieren – hat meist eine Kontrolldiode rechts oben, meist durch das Mausrad oder einen softwareseitigen Scroll (Softscroll) in der Funktion ersetzt.

### Funktionstasten
Funktionstasten sind meist zwölf Tasten, beschriftet mit F1 bis F12. Macintosh-Tastaturen reichen teilweise bis F19. Typischerweise befinden sie sich oberhalb des Haupttastenblocks, sie sind meist zwischen Esc und SysRq bzw. S-Abf angeordnet. Bei älteren Tastaturen kann sich diese Leiste nach links verschieben, so dass F1 auf den Platz von Esc wandert und diese auf den ehemaligen, nun freien Platz der höchsten Funktionstaste ausweicht. (Noch ältere Tastaturen hatten den gesamten Funktionstastenblock als zwei Spalten zu je fünf Tasten links neben der Haupttastatur.)
Die genaue Funktion dieser Tasten bleibt dem jeweiligen Programm überlassen. In der Windows-Welt haben sich folgende Konventionen herausgebildet, die teilweise von anderen Systemen übernommen wurden:
- F1: Hilfe
- F2: Umbenennen/Bearbeiten
- F3: Suchen
- F4: Löschen
- F5: Aktualisieren/Starten
- F10: Aufruf des Menüs
- F11: Vollbildmodus
- F12: Speichern unter

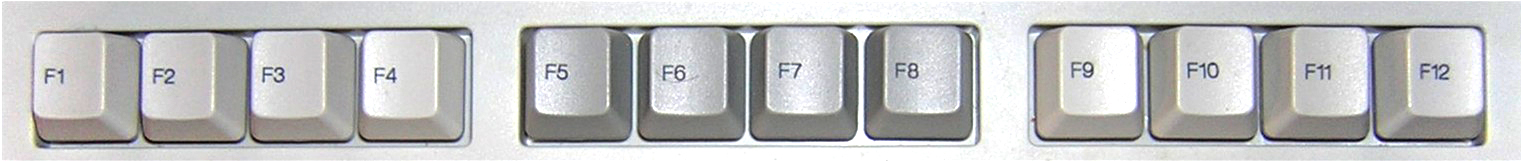
Die zwölf Funktionstasten einer PC-Tastatur, in Vierer-Blöcke aufgeteilt

Auf dem Macintosh sind je nach Betriebssystemversion die Tasten F1 bis F4 und F7 bis F12 durch das Betriebssystem vorbelegt. Dabei wird F3 für Mission Control verwendet, F4 für das Launchpad, und F7 bis F9 werden zur Steuerung einer Wiedergabe verwendet.
Unter Linux werden die Funktionstasten zusammen mit der Meta-Taste (am PC die Alt-Taste) zum Wechsel der virtuellen Konsole verwendet, unter X11 zusätzlich mit der Steuerungstaste: Strg+Alt+Fx.
Daneben gibt es bei PC-Tastaturen (siehe unten) Tasten mit der folgenden Aufschrift (typischerweise zwischen Haupttastenblock und Nummernblock oben):
- Druck/Print Screen Druck/PrintScreen: Macht einen Screenshot
- S-Abf/SysRq System-Abfrage/System Request, auf PC-Tastaturen Zweitbelegung von Druck
- Hilfe Hilfe, auf der Macintosh-, Atari- und Amiga-Tastatur das Pendant zur F1-Taste beim PC
- Fn Funktion: Dient auf mobilen Computern in Zusammenhang mit den Funktionstasten zum Schalten von Geräteeigenschaften (Display-Helligkeit, Lautstärke etc.) und zur Aktivierung von Zweitbelegungen, die auf regulären PC-Tastaturen eine eigene Taste haben. Fn wird im Allgemeinen direkt von der Hardware des Rechners verarbeitet, unabhängig vom gerade laufenden Betriebssystem.

### Sondertasten
- Esc Escape-Taste, allgemeiner Abbruchsbefehl
- Pause Pause/Unterbr(echen)
- Windowstaste: Sonderfunktionen unter Microsoft Windows – meist doppelt vorhanden (ohne Funktionsunterschied), unter Linux auch als Super-Taste bezeichnet
- Menü-Taste: Aufruf des sogenannten Kontextmenüs. Die Funktion der Menü-Taste entspricht meist der Tastenkombination Shift + F10 oder dem Klicken der rechten Maustaste an der Cursorposition.
- ⌘ Apple („Apfeltaste“)/Befehl/Cmd (Command): Tastatur-Kurzbefehle und Sonderfunktionen unter Mac OS

Weiter besitzen viele moderne Tastaturen Tasten mit Sonderfunktionen, die aber einen produktspezifischen Treiber benötigen. Mit diesen ist zum Beispiel das Ein- und Ausschalten und auch das Versetzen des Rechners in den Ruhezustand möglich.

## Tastenversatz

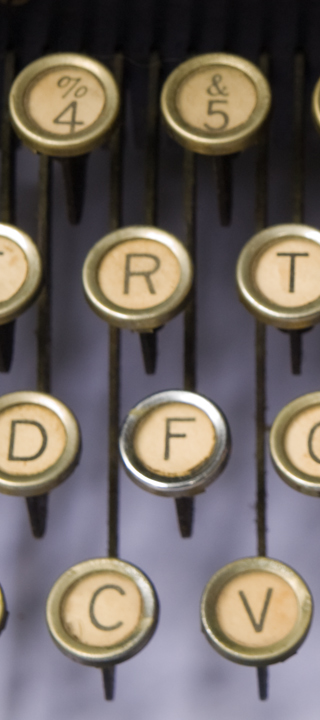
Versetzte Tastenreihen

Tastenversatz nach DIN 2137-2 (T = Tastenmittenabstand)

Bei mechanischen Schreibmaschinen sind die Tastenreihen versetzt gegeneinander angeordnet, da die Tasten direkt auf den mit einzelnen Typenhebeln verbundenen Betätigungsstangen aufgesetzt sind und letztere in gleichmäßigem Abstand nebeneinander unter dem gesamten Tastenfeld angeordnet sind. Dieser Versatz wurde, um die Geometrie der Tastenanordnung speziell für trainierte Blindschreiber nicht zu verändern, bei der Einführung elektrischer Schreibmaschinen nicht verändert und danach auch bei der Einführung von Computertastaturen für den alphanumerischen Bereich beibehalten. Die Deutsche Norm DIN 2137 legt den Tastenversatz genau fest.

## QWERTY-/QWERTZ-/AZERTY-Belegungen

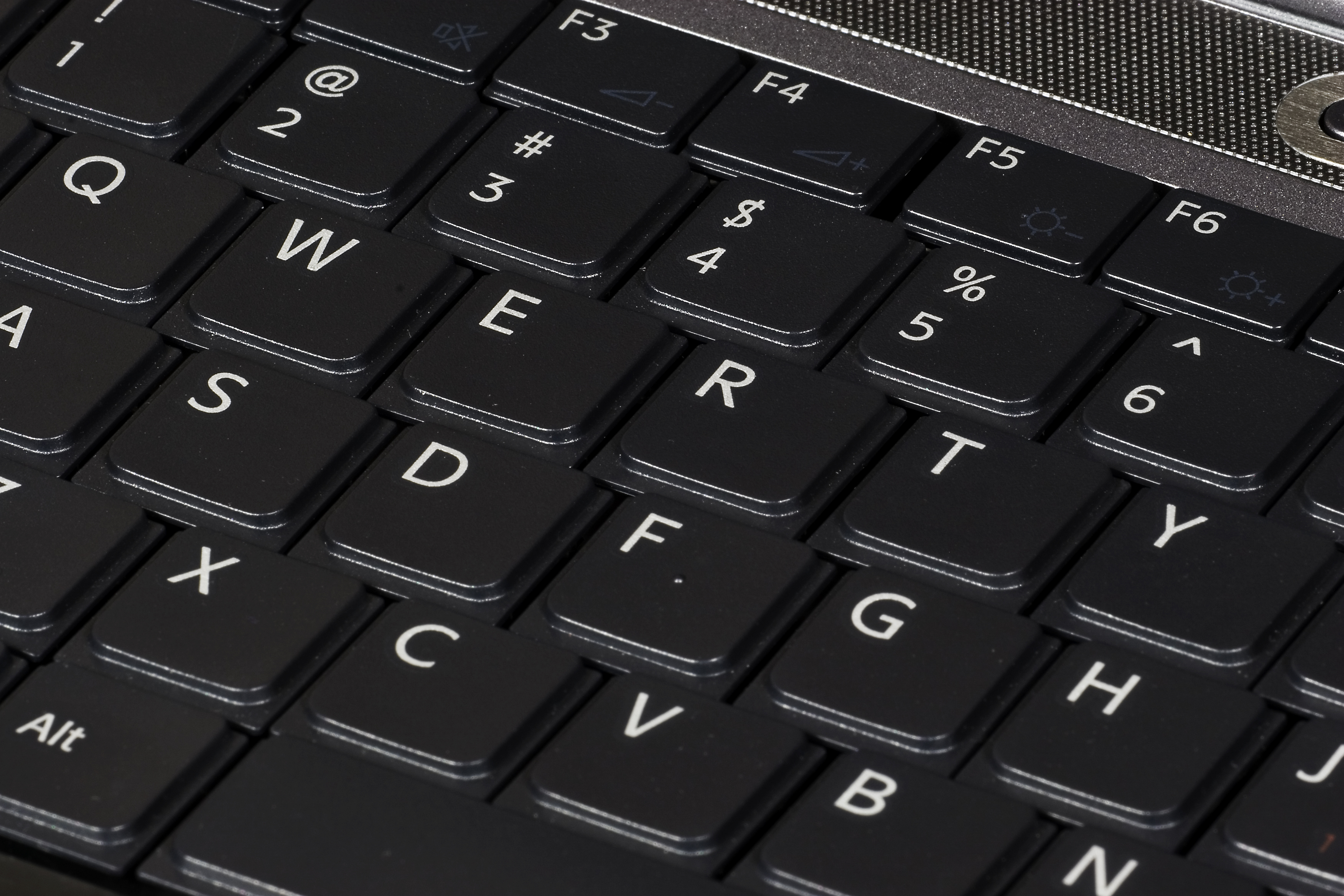
US-amerikanische Tastatur mit den sechs Tasten, die der QWERTY-Tastaturbelegung ihren Namen geben

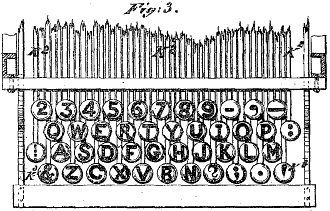
C. L. Sholes’ QWERTY-Tastaturlayout 1878

Tastaturbelegungen für Sprachen mit Lateinschrift verwenden häufig die als QWERTY bezeichnete Anordnung der Buchstabentasten oder Varianten davon wie QWERTZ oder AZERTY. Diese Namen ergeben sich aus den ersten sechs Tasten der obersten Buchstabenreihe. Die ursprüngliche QWERTY-Belegung ist im englischen Sprachraum verbreitet, während im deutschen Sprachraum im Allgemeinen die QWERTZ-Variante verwendet wird. Die QWERTZ-Variante findet sich auch in Osteuropa, sofern das lateinische Alphabet benutzt wird (mit Ausnahme von Lettland, Estland und Litauen). Die AZERTY-Variante findet sich in Europa im französischen Sprachraum (ausgenommen Schweiz).
- „QWERTY“ für die US-amerikanische Tastaturbelegung,
- „QWERTZ“ für die deutsche Tastaturbelegung,
- „AZERTY“ für die französische Tastaturbelegung.

Diese Begriffe sagen jedoch nichts über die Anordnung weiterer Zeichen (Satzzeichen, Sonderzeichen, zusätzliche für die jeweilige Sprache benötigte Buchstaben), das Vorhandensein einer Sonderzeichentaste rechts neben der linken Umschalttaste und die Lage und Form der Eingabetaste aus.

### Geschichte
Diese Anordnungen der Buchstabentasten gehen auf das 19. Jahrhundert zurück. 1868 ordnete der US-amerikanische Drucker und Zeitungsherausgeber Christopher Latham Sholes die Tasten der Schreibmaschine erstmals nicht mehr alphabetisch an, allerdings nicht, wie häufig angenommen, im Interesse flüssigen Schreibens. Ziel war es stattdessen, die am häufigsten vorkommenden Buchstabenfolgen räumlich möglichst zu trennen. Wenn häufig als Kombination vorkommende Buchstaben auf der Tastatur nebeneinander liegen, so liegen auch die Typenhebel dieser Buchstaben im Mechanismus der Schreibmaschine nebeneinander, haben somit eine größere Berührungsfläche und verhaken sich öfter. Sholes verteilte die häufigsten Buchstaben der englischen Sprache E, T, O, A, N und I möglichst gleichmäßig im Halbkreis. Die Zwischenräume füllte er mit dem restlichen Alphabet auf. Dabei vermied er, häufig auftretende Zweier-Kombinationen wie HE, TH oder ND auf nahe beieinanderliegende Tasten zu legen. Sholes meldete im Jahre 1875 eine Schreibmaschine mit der QWERTY-Tastaturbelegung zum Patent an.
Es wird vielfach vermutet, dass Sholes zudem die Buchstaben des englischen Begriffs typewriter (deutsch Schreibmaschine) absichtlich alle in der ersten Zeile unterbrachte, um dem Verkaufspersonal das schnelle Demonstrieren des Tippvorgangs zu erleichtern. Es gibt keine gesicherten Belege für diese Vermutung.
Die so entstandene Anordnung, die weniger auf ergonomischen Überlegungen basiert als auf einer statistischen Untersuchung über die Häufigkeit von Buchstabenfolgen in der englischen Sprache, führte zur QWERTY-Tastaturbelegung, die sich aber erst um 1920 gegen andere Belegungen durchsetzen konnte.

### Internationale Standardisierung

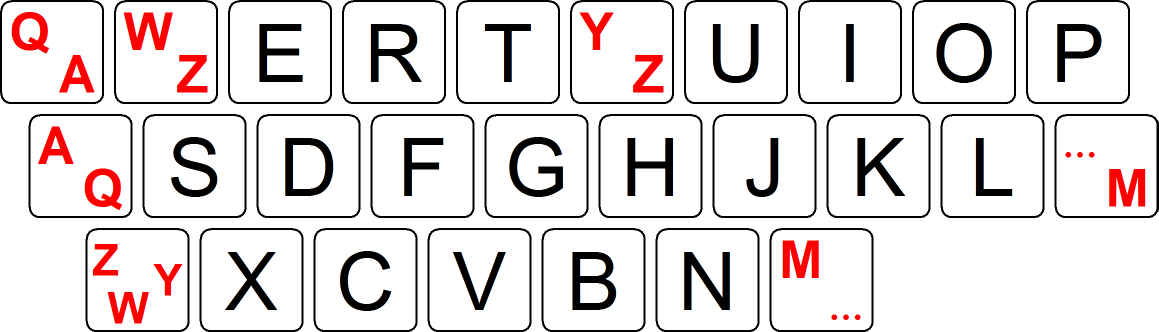
Empfohlene Anordnung lateinischer Buchstabentasten nach ISO/IEC 9995-2:2009

Die internationale Norm ISO/IEC 9995-2 gibt in ihrem Anhang eine unverbindliche Empfehlung für die Anordnung lateinschriftlicher Buchstaben. Dabei sind für einige Tasten gleichberechtigte Variationsmöglichkeiten angegeben, sodass sowohl die originale QWERTY-Anordnung als auch die Varianten QWERTZ und AZERTY dieser Empfehlung entsprechen.

### Besonderheiten der QWERTZ-Variante
QWERTZ-Tastaturbelegungen werden hauptsächlich in Mittel- und Osteuropa verwendet. Für deutschsprachige Anwender hat die Vertauschung von Z und Y folgende Konsequenzen:
- Das „Z“ wird im Deutschen viel häufiger als das „Y“ verwendet, das fast ausschließlich in Fremd- und Lehnwörtern vorkommt. Es wechselt durch den Tausch zu einer für Zehnfingerschreiber günstigeren Position.
- „T“ und „Z“ treten im Deutschen oft gemeinsam auf. Da sie durch die Verschiebung nebeneinander liegen, lässt sich die Buchstabengruppe von einem Sichtschreiber leichter erfassen.
- Rechts von „Z“ befindet sich außerdem das „U“. Die im Deutschen häufig vorkommende Silbe „Zu“ lässt sich so ebenfalls von einem Sichtschreiber leichter erfassen. Für einen Zehnfingerschreiber ist die Eingabe möglicherweise langsamer, da „Z“ und „U“ nun mit demselben Finger hintereinander eingegeben werden müssen.

## Standardbelegungen im deutschsprachigen Bereich
Tastaturen folgen Normen, wie die meisten anderen Bürogeräte auch. Die Tastaturnormen sind an die in den Ländern verwendeten Sprachen angepasst (s. a. Amtssprache). In Deutschland und in Österreich werden DIN-genormte Tastaturen genutzt. In der Schweiz und in Liechtenstein wird aufgrund der Mehrsprachigkeit die für den französischen, deutschen und italienischen Zeichensatz angepasste Schweizer QWERTZ-Tastaturbelegung verwendet. Luxemburg verwendet in den öffentlichen Verwaltungen und Schulen die Schweizer QWERTZ-Tastaturbelegung (Erstsprache Deutsch), in Unternehmen ohne Geschäftsbeziehungen zu deutschsprachigen Unternehmen dagegen eher die französische AZERTY-Tastaturbelegung. Diese wird auch an fremdsprachlichen Schulen im Land verwendet. Im Heimbereich sind beide Belegungen anzutreffen.
Für Computertastaturen haben sich außerdem je nach Betriebssystemen eigene Standards etabliert, die sich teilweise an Normen orientieren und teilweise durch eigene Entwicklungen und Traditionen bestimmt sind.

### Deutschland und Österreich

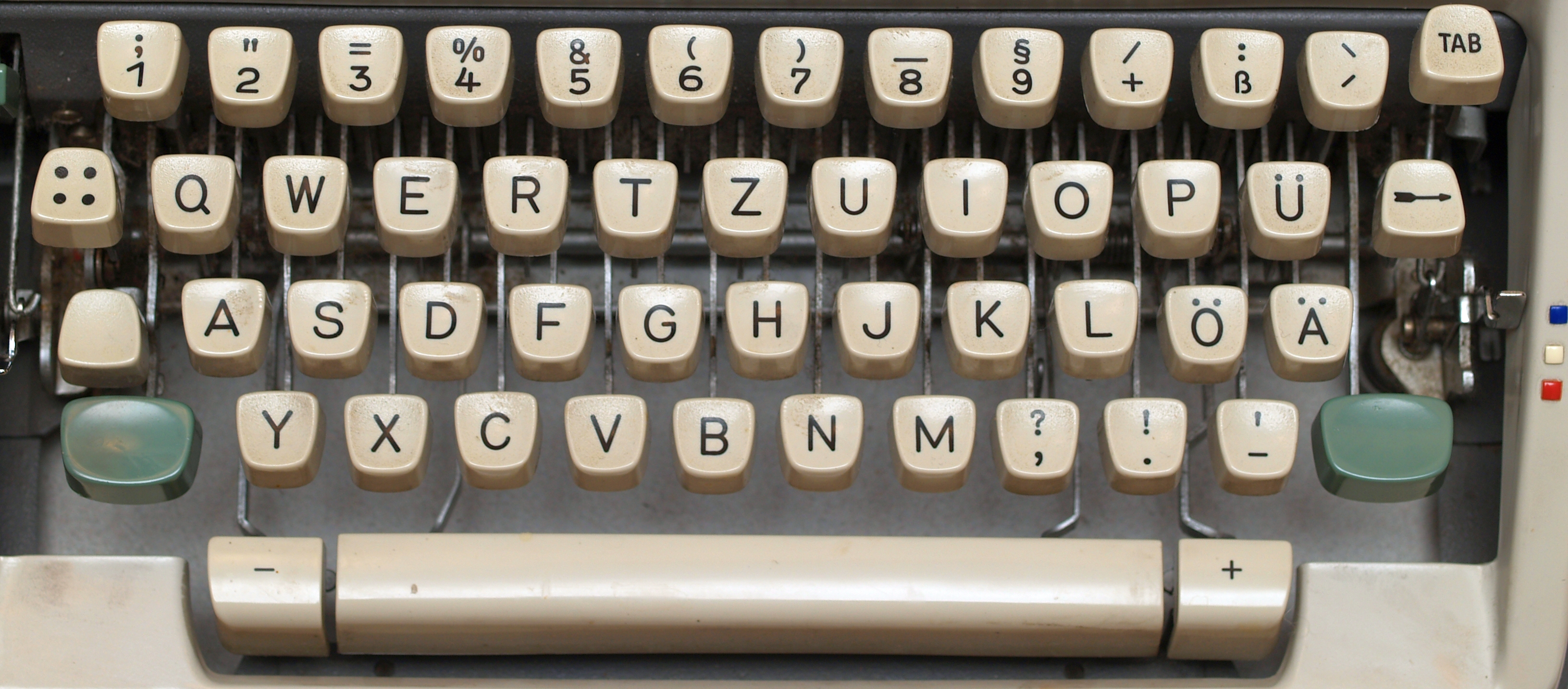
Tastatur einer mechanischen Schreibmaschine (Olympia-Werke, 1964) gemäß DIN 2112

Deutsche Normen für Tastaturbelegungen:
- DIN 2112, Alphanumerische Tastaturen; Tastenanordnungen für handbetriebene Schreibmaschinen  (erste Ausgabe 1928, letzte Ausgabe 1976, 2002 zurückgezogen).
- DIN 2127, Alphanumerische Tastaturen; Tastenanordnung für elektromechanisch angetriebene Schreibmaschinen (erste Ausgabe 1957, letzte Ausgabe 1976, 1995 zurückgezogen). Die Belegung ist in allen Ausgaben identisch mit der gleichjährigen Ausgabe der DIN 2112, bis auf zwei zusätzliche Funktionstasten „Zeilenschaltung ohne Wagenrücklauf“ und „Dauerleertaste“ links bzw. rechts der Leertaste.
- DIN 2137 (erste Ausgabe 1976, aktuelle Ausgabe August 2023), Tastaturen für die Daten- und Texteingabe. Die seit 2012 erschienenen Ausgaben bestehen aus je zwei Teilen (aktuell DIN 2137-01:2023-08 und DIN 2137-02:2018-12) und unterscheiden nicht mehr zwischen Schreibmaschinen und Datenverarbeitungsgeräten. Die deutsche Norm DIN 2137-01:2023-08 definiert drei Tastaturbelegungen: T1 (Tastaturbelegung 1), E1 (Erweiterte Tastaturbelegung 1) und E2.

#### Tastaturbelegung T1
Diese Belegung entspricht der deutschen Tastatur für die Daten- und Textverarbeitung in der Vorgängerfassung DIN 2137-2:2003, ist seither im Wesentlichen unverändert und seit der Normfassung von 2012 als „T1“ benannt. Der aktuell (Stand Juli 2023) vorhandene Bestand an deutschen Rechnertastaturen entspricht zum Großteil dieser Belegung.

#### Tastaturbelegung E1
Diese Belegung ermöglicht zusätzlich die Eingabe aller diakritischen Zeichen und Sonderbuchstaben für europäische Amtssprachen und europäischer Minderheitensprachen (sofern diese Lateinschrift verwenden), aller diakritischen Zeichen der vietnamesischen Sprache, aller gängigen wissenschaftlichen Transliterationen anderer Schriften, sowie aller in Europa verwendeten Satzzeichen und einiger Sonderzeichen. Sie bietet eine standardisierte Eingabe für griechische Buchstaben, Lautschrift (Internationales Phonetisches Alphabet) und zahlreiche mathematische Zeichen.
Seit dem Update 2024H2 für Windows 11 ist die Tastaturbelegung in Microsoft Windows als „Deutsch erweitert (E1)“ wählbar. Mit Stand Oktober 2024 ist für macOS ein Treiber von einem privaten Anwender verfügbar.
Sofern eine entsprechende Einstellung bzw. Treiber-Auswahl zur Verfügung steht, funktioniert die Umschaltsperre-Taste als solche nur bei gleichzeitiger Betätigung mit der Strg-Taste und ist somit gegen versehentliche Betätigung geschützt. Ansonsten fungiert sie als „linke Alt-Gr-Taste“. Somit können Zehnfinger-Blindschreiber sämtliche Zeichen eingeben, ohne zwei Finger der gleichen Hand gleichzeitig benutzen zu müssen.
Mit Stand Anfang Oktober 2024 ist noch keine Hardware erhältlich. Da die aktuelle Fassung der DIN 5008 Bezüge auf diese Belegung enthält, ist mittelfristig mit einer Verfügbarkeit zu rechnen. Da die Belegung zur T1-Belegung abwärtskompatibel ist, lässt sich die E1-Belegung auf herkömmlichen Tastaturen (T1-Belegung) nachbeschriften.

#### Tastaturbelegung E2
Variante der Belegung E1 für Tastaturen mit Tastenzahl und Tastenanordnung wie die derzeit in den USA und weiteren Ländern üblichen Tastaturen (ohne die „<“-Taste links unten, und mit der Möglichkeit einer anderen Anordnung der „#“-Taste aufgrund einer anderen Form der Eingabetaste, die dann aber dem GS-Prüfzeichen widersprechen kann).
Dies ermöglicht einerseits den Anwendern einer hardwaremäßigen „US-Tastatur“, eine standardkonforme deutsche Tastaturbelegung zu verwenden (z. B. in Internet-Cafés). Andererseits erlaubt es Herstellern von Spezialtastaturen in Kleinserien (z. B. für Anwender mit Körperbehinderungen), eine normkonforme Variante ohne abweichende Hardware-Tastenkonfiguration zu produzieren.
Die Zeichen „<“ und „>“ nehmen den E1-Platz der hochgestellten Ziffern „²“ und „³“ ein, die mit der Zirkumflex-Tottaste ^ eingebbar bleiben. Der senkrechte Strich nimmt den E1-Platz des Malkreuzes „×“ ein, das seinerseits den E1-Platz des Plusminuszeichens „±“ einnimmt. Dieses und die Zeichen „≤“ und „≥“ bleiben mit der Unterstrichakzent-Tottaste (auf der H-Taste) eingebbar.
Die Belegung E2 ist auch auf deutsche Tastaturhardware anwendbar. Dabei fungiert die „<“-Taste links unten als eigenständige Extra-Wahltaste, die somit ohne gleichzeitige Betätigung der Alt-Gr-Taste eingebbar ist.
Seit dem Update 2024H2 für Windows 11 ist die Tastaturbelegung in Microsoft Windows als „Deutsch erweitert (E2)“ wählbar.

#### Tastaturbelegung T2
Die Vorgängerfassung DIN 2137-01:2012-06 definiert neben der Tastaturbelegung T1 auch eine Belegung T2, die allerdings nur eine beschränkte Verbreitung gefunden hat und deshalb in der Normfassung von 2018 durch die Tastaturbelegung E1 abgelöst wurde.
Tastaturen mit T2-konformen Tastenbeschriftungen wurden lediglich vom Eingabegeräte-Hersteller Cherry von 2012 bis 2019 hergestellt. Ein Treiber für eine „T2-gravurkompatible Tastaturbelegung“ für Microsoft Windows steht weiterhin zum Download zur Verfügung, setzt allerdings nicht sämtliche Anforderungen der Normfassung von 2012 um.
Diese Belegung ermöglicht ähnlich der aktuellen Tastaturbelegung E1 die Eingabe aller diakritischen Zeichen und Sonderbuchstaben für europäische Amtssprachen und Minderheitensprachen im deutschsprachigen Bereich (sofern diese Lateinschrift verwenden), aller diakritische Zeichen der vietnamesischen Sprache, sowie aller in Europa verwendeten Satzzeichen und einiger Sonderzeichen. Bei der Anordnung der zusätzlichen Zeichen wurde die internationale Norm ISO/IEC 9995-3:2010 berücksichtigt; dies erklärt diverse für deutsche Anwender wenig intuitive Anordnungen.

#### Deutsche Tastaturbelegung unter Linux
Die meisten Linux-Distributionen bieten eine breite Auswahl deutschsprachiger Tastaturbelegungen an. Die als „Deutsch“ bezeichnete Standardbelegung erweitert die T1-Norm mit Belegungen auf der dritten und vierten Ebene, die weitgehend, aber nicht vollständig der „outdated common secondary group“ aus der internationalen Norm ISO/IEC 9995-3:2010 (und damit der „common secondary group“ aus ISO/IEC 9995-3:2002) entsprechen.

### Schweiz

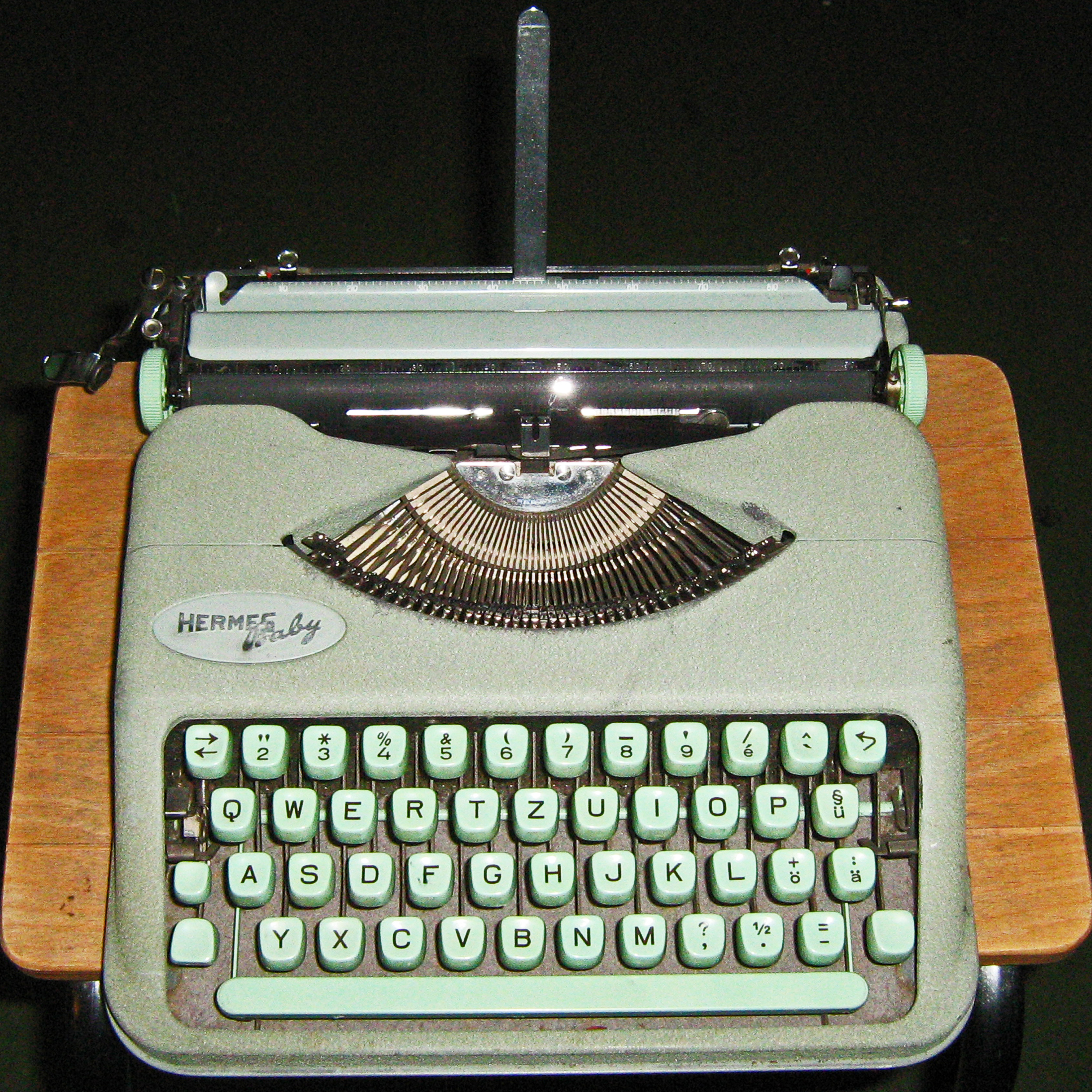
Hermes Baby mit der alten Schweizer Einheitstastatur

Die Schweizer Tastaturbelegung ist in SN 074021:1999 festgelegt. Sie ist in jeder Sprachregion gleich und so ausgelegt, dass alle damit arbeiten können. Dies hat zum einen den Vorteil, dass nicht für jedes Sprachgebiet eigene Schreibmaschinentastaturen (und somit Schreibmaschinenköpfe) entworfen werden mussten. Mindestens so wichtig war aber auch, dass es nur so möglich wurde, dass große Unternehmen ihr Personal zwischen verschiedenen Regionen der Schweiz austauschen konnten. Die Arbeit der mehrsprachigen Bundesverwaltung wäre ohne eine Einheitstastatur zumindest stark erschwert. Außerdem wird mit einer Tastatur, die keine Möglichkeit bietet, Namen und Adressen einer anderen Landessprache zu tippen, der Handel zwischen Sprachregionen gehemmt.
Auf älteren Schweizer Schreibmaschinen (bis ca. 1980) findet sich die alte Schweizer Einheitstastatur, auf der die Tasten für ä, ö und ü bzw. à, é und è getrennt und die Satzzeichen anders verteilt sind. Dieser Tastatur fehlten die Ziffern „0“ und „1“, dafür wurden die Buchstaben „O“ (großes O) und „l“ (kleines L) verwendet, die in der von Schreibmaschinen üblicherweise verwendeten nicht-proportionalen Serifenschrift sehr ähnlich aussehen.
Mit älteren mechanischen Schreibmaschinen (ohne entsprechende Tottasten) konnten die großen Umlaute und das ß nicht erzeugt werden. Stattdessen schrieb man Ae, Oe und Ue oder ss.
Tastaturen für Computer folgen der Schweizer Norm. Softwaremäßig gibt es eine deutsch-schweizerische (kurz sg – „Swiss German“) und französisch-schweizerische (kurz sf – „Swiss French“) Tastatur, wobei in der italienischsprachigen Schweiz ebenfalls die französische Einstellung verwendet wird. Der einzige Unterschied ist die Handhabung von drei sprachspezifischen Sonderzeichen: Die Umschalttaste (Shift) auf einer deutsch-schweizerischen Tastatur schaltet bei ä, ö und ü in den französisch-schweizerischen Modus und umgekehrt, d. h. ein Shift-ö erzeugt ein é (und umgekehrt). Das ß (scharfes S) fehlt auf Schweizer Tastauren vollständig, weil in der Schweiz stattdessen ss geschrieben wird.
| Deutsch- schweizerische | Französisch- schweizerische |
| ----------------------- | --------------------------- |
| ö                       | é                           |
| ä                       | à                           |
| ü                       | è                           |

Die Sondertasten sind sprachneutral ausgelegt; dazu sind diese Tasten mit den englischen Begriffen versehen, so unter anderem Caps Lock, Del, Ctrl, Insert.
Auf einige deutsche, französische bzw. italienische diakritische Zeichen kann nicht direkt zugegriffen werden. Dazu sind meist Tottasten nötig, für Ä, Ö, Ü und À, É, È kann alternativ die Feststelltaste (Caps Lock) verwenden. Für ein Ä ist die Tottaste ¨ und anschließend das A zu drücken, alternativ geht auch Caps Lock ä Caps Lock. Auf alle deutsche, französische oder italienische diakritischen Zeichen mit Ausnahme des grossen Ç kann direkt oder via Tottasten zugegriffen werden.
- Direktzugriff: ö, ä, ü (sg) bzw. é, à, è (sf) sowie die Tottasten ¨ und ^
- mit Shift: é, à, è (sg) bzw. ä, ö, ü (sf) und ç; dazu die Tottaste `
- mit Caps Lock: Ä, Ö, Ü (sg) bzw. À, É, È (sf)
- mit Shift und Caps Lock: À, É, È (sg) bzw. Ä, Ö, Ü (sf)
- mit Alt Gr: die Tottasten ~ und ´ (in Linux und macOS wird mit s ein ß erzeugt)

Die Feststelltaste wirkt sich nicht auf die Tasten der Zahlenreihe aus (entsprechend ihrer Beschriftung Caps Lock), fungiert also im Gegensatz zur deutschen Tastatur nicht als Umschaltsperre (Shift Lock).

### Luxemburg, Liechtenstein
Luxemburg hat keine eigene Tastaturbelegung. In den Schulen wird die Schweizer (französisch-schweizerische) Belegung verwendet, während der Banksektor die belgische Tastaturbelegung vorzieht.
In Liechtenstein wird die Schweizer Tastatur in der deutschschweizer Tastaturbelegung verwendet.

## Einzelne länder- und sprachspezifische Tastaturbelegungen

### Dänemark

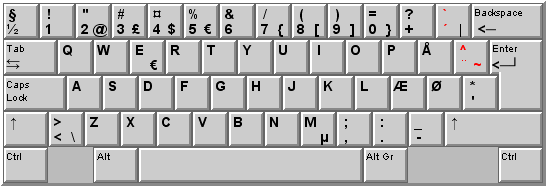
Dänische Tastaturbelegung

Die dänische Tastaturbelegung ist strukturell der deutschen T1-Belegung ähnlich (z. B. verwendet sie eine umgekehrt-L-förmige Eingabetaste), obwohl sie eine QWERTY-Buchstabenanordnung hat.

### Frankreich und Belgien

Belgische Tastaturbelegung

Französische Tastaturbelegung

In Frankreich und Belgien werden AZERTY-Tastaturbelegungen verwendet, wobei sich die französische und die belgische Variante in der Anordnung einiger Satz- und Sonderzeichen unterscheiden (speziell ?, !, @, -, _, +, = und §). Diese AZERTY-Belegungen unterscheiden sich von gängigen QWERTY-Tastaturbelegungen (wie der der USA) in folgenden wesentlichen Punkten:
- A und Q sind vertauscht.
- Z und W sind vertauscht.
- M liegt rechts von L und nicht rechts von N. Das dort auf US-Tastaturen befindliche Semikolon liegt zwischen Komma und Doppelpunkt.
- Der Punkt (.) ist mit Umschalttaste und Semikolon (;) erreichbar
- Die Ziffern 1–9 und 0 sind mit der Umschalttaste erreichbar, Sonderbuchstaben wie é, è, ç und à hingegen ohne.
- Das Ausrufezeichen ist ohne Umschalttaste erreichbar.

Die französische AZERTY-Tastatur erfüllt in ihrer Microsoft Windows Variante nicht die Anforderung des Standards der Imprimerie Nationale, der akzentuierte Großbuchstaben fordert. Um À, Ç, É, È oder die französischen Zitatzeichen «» oder ‹› einzufügen, verwenden Editoren oft Zeichenfolgen wie "), die transformiert werden.

#### Erweiterte BelegungAZERTY amélioré(2019)

Französische Tastaturbelegung gemäß der Norm von 2019

Im Januar 2016 hatte das französische Normungsinstitut AFNOR mit der Erstellung einer erweiterten standardisierten Tastaturbelegung begonnen. Das Ergebnis erschien im April 2019 als französische Norm NF Z71-300:2019-04. Die erweiterte Belegung ist mittlerweile (Stand 2021) als AZERTY amélioré (‚verbesserte AZERTY-Belegung‘) geläufig und ermöglicht die Eingabe sämtlicher lateinschriftlichen europäischen Amts- und Minderheitensprachen mit ihren Sonderbuchstaben und zusätzlichen diakritischen Zeichen. Dadurch lassen sich alle französischen Großbuchstaben mit Akzenten eingeben. Einige Satz- und Sonderzeichen erhielten neue Positionen, weitere Sonderzeichen wurden hinzugefügt. Spezielle ähnlich wie Tottasten fungierende Wahltasten ermöglichen die Eingabe griechischer Buchstaben und der meisten in der Welt gebräuchlichen Währungszeichen. Neben dieser AZERTY-Belegung wurde eine „BÉPO“-Belegung mit abweichender, nach ergonomischen Prinzipien gestalteter Buchstabenanordnung und ansonsten gleichem Leistungsumfang standardisiert.

### USA

Tastaturbelegung der Vereinigten Staaten

Die US-Tastaturbelegung (mit Belegung gemäß dem US-amerikanischen Standard ANSI-INCITS 154-1988) wird nicht nur in den Vereinigten Staaten, sondern auch in anderen englischsprachigen Ländern (z. B. Australien, English Canada, Hongkong, Neuseeland, Südafrika, Malaysia, und Indien), aber nicht im Vereinigten Königreich oder Irland verwendet. Diese beiden Länder benutzen die UK-Tastaturbelegung.
Die US-Tastaturbelegung enthält eine weitere Alt-Taste anstelle der Alt-Gr-Taste und verwendet keine Tottasten. Sie bietet keine Möglichkeit, diakritische oder akzentuierte Zeichen einzugeben, was die Tastatur unpassend für die meisten anderen Sprachen macht. Mitunter wird die US- oder UK-Tastatur von Programmierern in Ländern verwendet, in denen die Tasten für []{} an schlecht erreichbaren Stellen positioniert sind oder nur durch Tastenkombinationen eingegeben werden könnten.
Der mit US-Tastaturen eingebbare Zeichensatz ist exakt der ASCII-Zeichensatz ohne die (unsichtbaren) Steuerzeichen. Entsprechend wird die US-Tastaturbelegung im genannten US-amerikanischen Standard auch als „ASCII Layout“ bezeichnet.

#### US-International

Tastaturbelegung US-International

Die Tastaturbelegung US-International wurde ursprünglich für Microsoft Windows als Erweiterung der US-Tastaturbelegung geschaffen. Ziel war, mehr Buchstaben eingeben zu können, z. B. solche mit diakritischen Zeichen, und so mehr Sprachen zu unterstützen. Dazu wurden einige Tasten als Tottasten ausgeführt: ', `, ", ^ und ~. Weiter wurde die rechte Alt-Taste durch die Alt Gr-Taste ersetzt, die bei gleichzeitiger Betätigung die Eingabe der im Bild rechts auf den Tastenköpfen dargestellten Zeichen bewirkt, z. B. das deutsche ß und das €-Zeichen.
Mit dieser Belegung sind die sichtbaren Zeichen eingebbar, die in ISO 8859-1 (als dem für westeuropäische Anwendungen vorgesehenen Zeichensatz „Latin-1“) codiert sind, ergänzt um das Eurozeichen und um die hochstehenden einfachen typografischen Anführungszeichen). Damit ist diese Tastaturbelegung z. B. zur Eingabe baltischer und slawischer Sprachen ungeeignet und für das Französische auch nur bedingt geeignet (da „œ“, „Œ“ und „Ÿ“ fehlen). Für das Deutsche fehlen die tiefgestellten einleitenden Anführungszeichen und das große Eszett.
In den Niederlanden werden Windows-Rechner standardmäßig mit der US-International-Tastaturbelegung ausgeliefert. Es gibt zwar eine von Microsoft extra für Niederländisch konzipierte Belegung, aber diese wird kaum verwendet.

### Vereinigtes Königreich (Großbritannien)

Tastaturlayout im Vereinigten Königreich

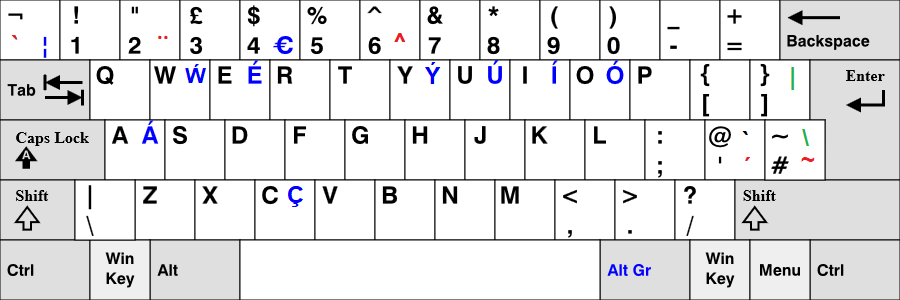
Erweitertes Tastaturlayout im Vereinigten Königreich

Die UK-Tastaturbelegung basiert auf dem britischen Standard BS 4822 und weicht in der Belegung diverser Satz- und Sonderzeichen von der US-Tastaturbelegung ab. Da dieser Standard keine Taste für den senkrechten Strich vorsieht, dafür aber eine für den eher selten gebrauchten unterbrochenen Strich, benutzen viele Betriebssysteme eine abgewandelte Version, bei der die Alt-Gr-Taste benutzt wird, um beide Zeichen eingeben zu können.

### Polen

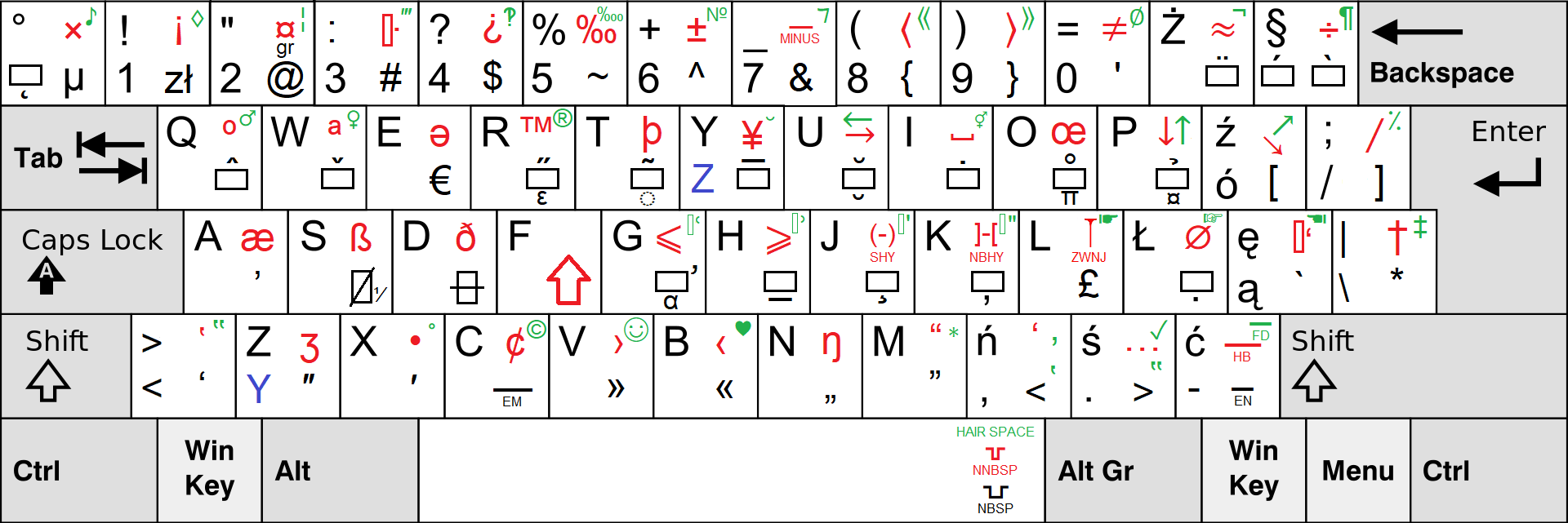
Erweiterte polnische Tastaturbelegung 2021

Seit 2021 gibt es eine erweiterte polnische Tastaturbelegung nach polnischem Standard ähnlich dem deutschen E1-Layout und dem Layout von Mazovia-Computern von 1985. Diese enthält auch das Symbol der polnischen Währung zł. Sie ist in zwei Versionen für Microsoft Windows verfügbar: mit Buchstabenanordnung QWERTZ und QWERTY.

## Multilinguale Tastaturen

Multilinguale Tastatur gemäß dem 2008 veröffentlichten und 2019 revidierten finnischen Standard SFS 5966

Herkömmliche tschechische Tastaturen erlauben es, tschechische, slowakische, ungarische, polnische und nicht zuletzt deutsche Texte einzugeben. Dazu dienen unter anderem kombinierende Zeichen – man kann beispielsweise die Umlaute aus den Überpunkten der Diärese (Trema) und den Buchstaben a, o oder u kombinieren.
Mit der ungarischen Tastatur kann man ebenfalls neben dem Ungarischen Texte auf Deutsch, Polnisch, Slowakisch, Tschechisch, Kroatisch, Slowenisch, Albanisch und Rumänisch schreiben.
Multilingual sind die oben beschriebenen deutschen Tastaturbelegungen E1 und E2 nach der Norm DIN 2137-01:2023-08 und die ebenfalls oben beschriebene deutsche Tastaturbelegung T2 nach der mittlerweile veralteten Fassung DIN 2137-01:2012-06.
Man kann auch Tastaturbelegungen erstellen, die eine direkte Eingabe von Unicode-Zeichen ermöglichen. Im Unicode-Zeichenvorrat befinden sich viele kombinierende Zeichen. Mit einfachen Mitteln kann man in X-Window-Systemen individuelle Tastaturbelegungen erstellen, etwa eine Tastatur auf Grundlage der deutschen Standard-Tastatur, die dennoch die Eingabe von spanischen, französischen, tschechischen, rumänischen, polnischen, ungarischen, slowakischen, norwegischen u. a. Texten ermöglicht und geschützte Bindestriche, Leerzeichen, deutsche Anführungszeichen sowie mathematische Zeichen bereitstellt.

## Ergonomische Alternativbelegungen
Verschiedene standardisierte Tastaturbelegungen, speziell QWERTY-/QWERTZ-/AZERTY-Belegungen, stehen wegen mangelnder Berücksichtigung der Ergonomie unter Kritik. Dies veranlasste die Entwicklung von Alternativbelegungen, die ergonomischen Anforderungen eher entgegenkommen sollen (zumeist bezogen auf die Anwender einer bestimmten Sprache oder Sprachgruppe). Beispielsweise soll die Belastung der Hände gleichmäßiger verteilt werden und die Belastung der Finger verstärkt auf die starken Zeige- und Mittelfinger gelegt werden. Dazu werden eine andere Zeichenanordnung und ggf. andere Tastenkombinationen festgelegt, bei Beibehaltung der grundsätzlichen Tastenanordnung (sodass die Hardware von der Beschriftung abgesehen unverändert bleibt). Ein Großteil solcher Alternativbelegungen erweitert die Menge der Zeichen, die mit der Tastatur direkt eingegeben werden können.
Dieser Ansatz ist zu unterscheiden von der Konzeption von Reformtastaturen, die sich mit hardwareseitigen Alternativen wie Gestalt oder Anordnung der einzelnen Tasten, der Tastenfelder oder des Tastaturkörpers befassen. Dabei kann sich die Tastenbeschriftung an Standard-Tastaturbelegungen halten oder einer auf die Ergonomie der Hardware abgestimmten speziellen Tastaturbelegung folgen.
Siehe dazu: Tastatur#Ergonomische Tastaturen

### Kritik an QWERTY-/QWERTZ-/AZERTY-Belegungen
Diese Tastaturbelegungen belasten aufgrund der langen Wege, die die Finger bei einem durchschnittlichen Zehnfingertipper pro Tag zurücklegen müssen, die Muskeln und Sehnenscheiden stark. Außerdem müssen die (im Englischen und Deutschen) häufiger vorkommenden Buchstaben mit der linken Hand getippt werden, die also stärker belastet wird.
Ein häufig vorgebrachter Kritikpunkt an diesen Belegungen ist, dass sie die äußeren Finger zu stark belasten; dadurch soll nicht nur die Schreibgeschwindigkeit vermindert, sondern auch das Entstehen von Krankheiten wie dem Repetitive-Strain-Injury-Syndrom oder Sehnenscheidenentzündungen gefördert werden. Es gibt jedoch keine gesicherten Daten, die einen ursächlichen Zusammenhang zwischen der QWERTY-Belegung und dem Auftreten dieser Krankheitsbilder belegen. Das nicht einheitliche Auftreten dieser Krankheitsbilder legt vielmehr die Vermutung nahe, dass andere Faktoren bedeutsamer sind als die Tastaturbelegung.
Der Techniksoziologe Paul David beschreibt die QWERTY-Belegung als ineffizient und für das Zehnfingertippen als ungeeignet, da häufig verwendete Buchstaben weit auseinander liegen. Für das Festhalten an der Belegung macht er die Pfadabhängigkeit verantwortlich. Eine einmal etablierte Norm, wie die QWERTY-Belegung, wird von vielen Komponenten, wie industrielle Infrastruktur, Berufe, Konsumenten, Produzenten, Märkte, wechselseitig unterstützt. So werden technische Alternativen, wie die Dvorak-Tastaturbelegung, umso stärker blockiert, je weiter der Technikpfad beschritten ist.

### Probleme mit Alternativbelegungen
Zahlreiche Tastenkombinationen wie z. B. Strg+S, Strg+C und Strg+V sind auf reformierten Tastaturbelegungen (z. B. Dvorak) nicht mehr schnell und problemlos mit einer Hand zu erreichen. Deshalb behalten manche Dvorak-Tastaturbelegungen die Qwerty-Anordnung bei für die Tastenkombinationen mit der Strg-Taste. Semantische Anordnungen von Tastenkombinationen, wie z. B. die Cursorbewegung mit H, J, K, und L im vi gehen durch die Neubelegung verloren. Es reicht unter einigen Betriebssystemen nicht aus, die Tastaturbelegung zu ändern, da manche Programme die Tastencodes auslesen.

### Ältere Ansätze

#### Blickensderfer

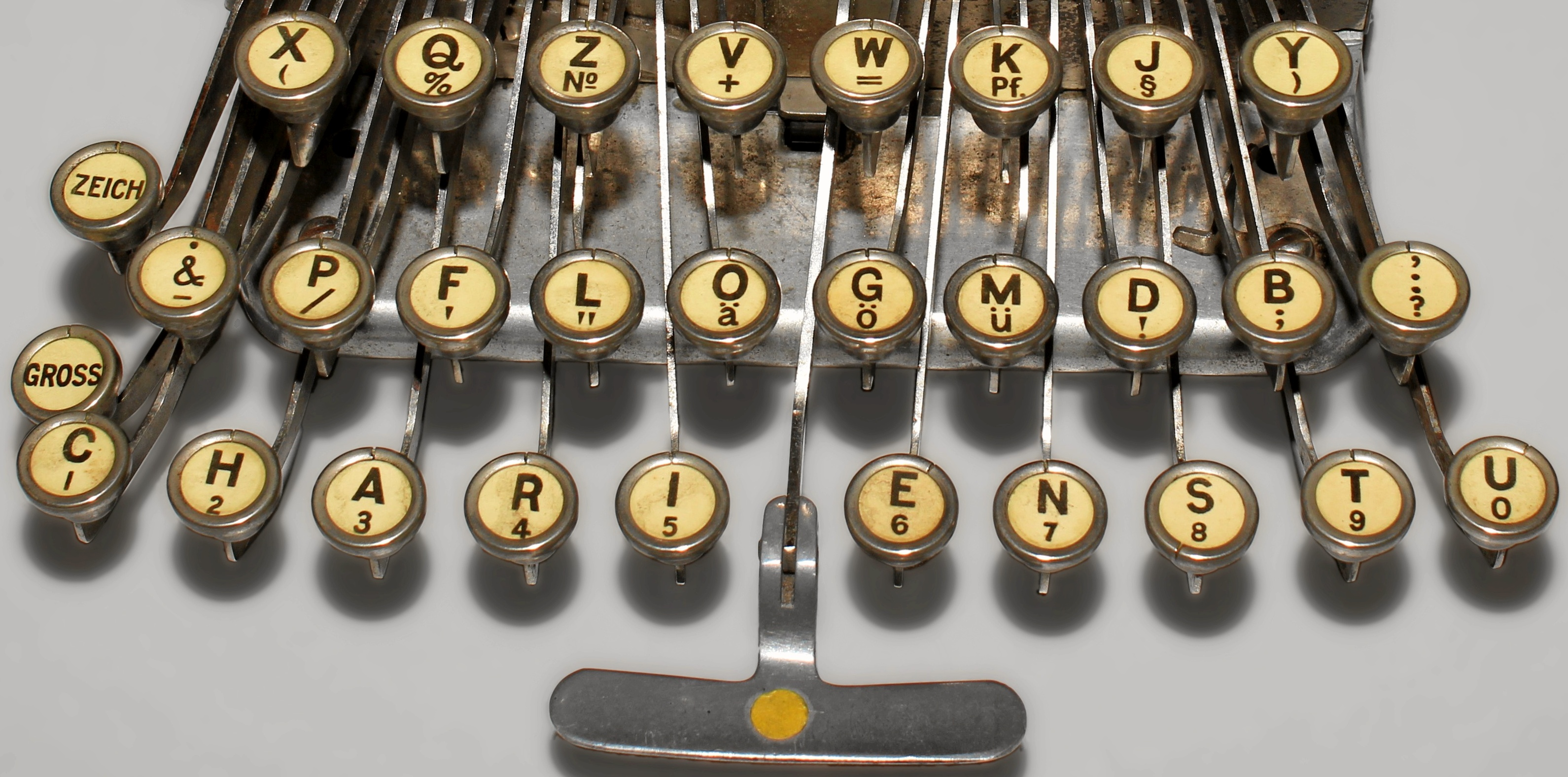
Blickensderfer No. 6, mit Sonderzeichen und Ziffern auf dritter Ebene (um 1910, deutsche Ausführung)

Der US-amerikanische Schreibmaschinenhersteller Blickensderfer produzierte 1893–1917 Modelle mit sprachspezifischen Tastaturbelegungen, bei denen die (nach seinerzeitiger Herstellererkenntnis) häufigsten Buchstaben in der Grundreihe angeordnet wurden (beispielsweise englisch DHIATENSOR, deutsch CHARIENSTU) und die seltensten in der obersten Reihe.

#### Bulgarische Standardtastatur
Für Bulgarien wurde eine alternative Belegung erstmals im Jahr 1907 vom Stenographen Teodor Galabow und seinen Kollegen aus einer Analyse von 10.000 Wörtern „verschiedener Bereiche des Lebens“ mit dem Ziel einer einheitlichen Tastaturbelegung entwickelt und bereits Anfang 1908 veröffentlicht. Zugleich wurde dabei ein kleines Handbuch herausgegeben, das als erstes Dokument eine professionelle Tastschreibtechnik für zehn Finger beschreibt. Seit 1978 ist diese Belegung nationaler Standard in Bulgarien. Damit ist Bulgarien wohl das einzige Land mit einer ergonomischen Tastaturbelegung. Jedoch wurde diese bis dahin genau 70 Jahre alte Tastaturbelegung erst 29 Jahre später in Windows, in der Version Windows Vista, aufgenommen.

Dvorak-Schreibmaschinentastatur (USA, 1972)

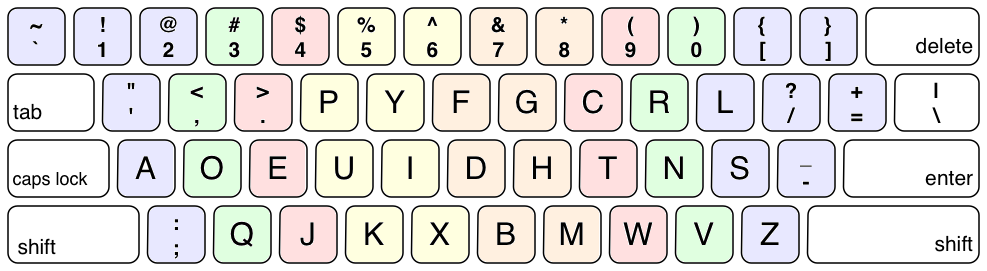
Aktuelle USA-Version („Dvorak Simplified Keyboard“)

#### Dvorak
August Dvorak entwickelte in den 1930er Jahren die später nach ihm benannte Dvorak-Tastaturbelegung. Dabei sind die Tasten so angeordnet, dass nach ergonomischen Gesichtspunkten möglichst flüssiges Schreiben möglich sein soll; Näheres dazu findet sich (unter anderem) bei mwbrooks. 1944 unternahm die US Navy eine Studie, die dies zu bestätigen schien, schritt aber nicht zur von der Studie vorgeschlagenen Konsequenz, die Schreibkräfte umzuschulen. In einem Artikel in der Zeitschrift „Reason“ schreiben Stan Liebowitz und Stephen Margolis  1996, dass die Studie von Dvorak selbst durchgeführt wurde und nicht wissenschaftlichen Kriterien entsprach, und dass eine nach dem Krieg von Earl Strong durchgeführte erneute Studie der Navy gegenteilige Ergebnisse lieferte. Dieser Studie werden allerdings in einem Leserbrief an Reason von Randy Cassingham,  Autor eines 1986 erschienenen Buches über die Dvorak-Tastatur, ebenfalls ein „gross bias“ und gestalterische Mängel vorgeworfen. Außerdem seien alle Rohdaten von Strong zerstört worden. Der Autor schreibt weiter, dass eine Computer-Training-Firma mit Dvorak-Tastaturen deutlich bessere Lernerfolge erziele und wirft den „Anti-Dvorak Crusaders“ „paranoia“ vor.

#### Weitere internationale Ansätze
Ohne Anspruch auf Vollständigkeit gibt es folgende Ansätze, das Tastenfeld zu reformieren:
- Portugiesische Nationaltastatur, 1939
- Türkische Tastatur mit „F-Anordnung“ oder „F-Tastatur“, 1960er Jahre
- Karl Levasseur, 1920er Jahre, deutsch
- Helmut Meier, 1954, englisch, deutsch, spanisch (s. u.)
- Claude Marsan, 1979, englisch, deutsch, spanisch, französisch

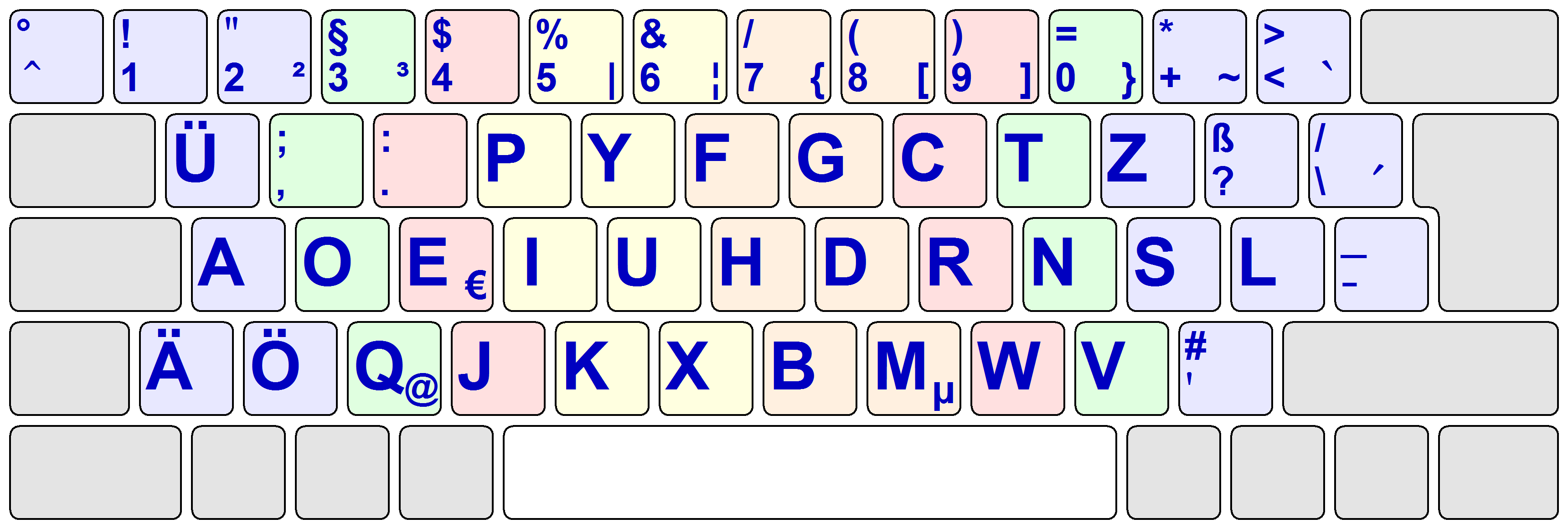
Deutschsprachige Dvorak-Variante „Typ II“ (Farben markieren Fingerbereiche des Zehnfingersystems)

- Malt, 1977, englisch
- Hebräische Tastatur, 2016[29]

### Deutschsprachige Ansätze

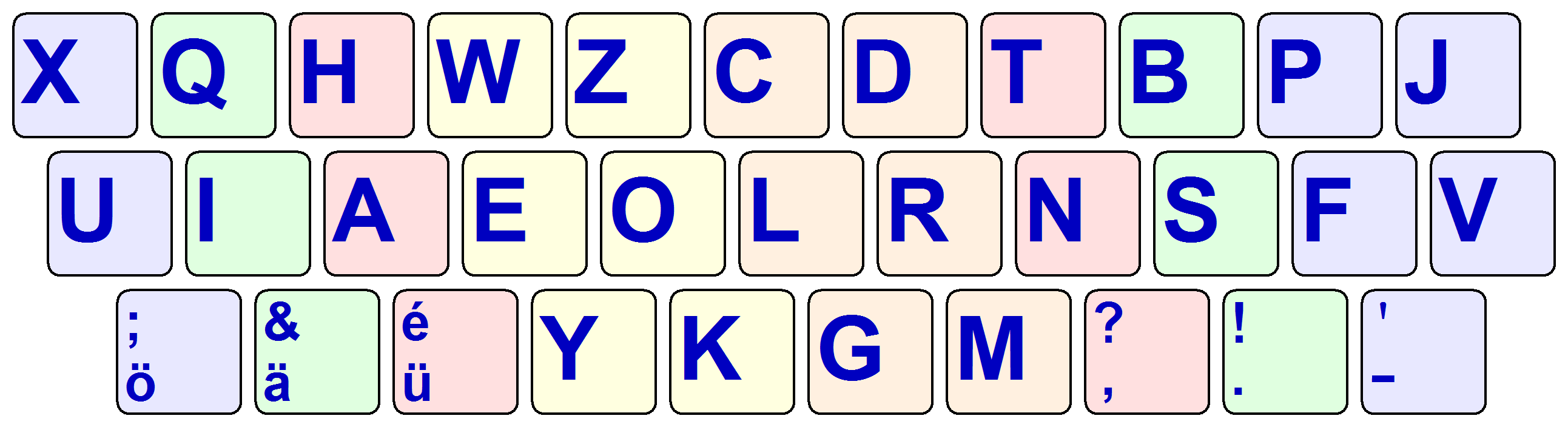
Buchstabenfeld der Drei-Sprachen-Tastatur nach Helmut Meier, 1954/1967

Der Germanist Helmut Meier entwickelte nach systematischer Auswertung von Buchstaben- und Buchstabenkombinationshäufigkeiten deutscher, englischer und spanischer Texte im Jahre 1954 eine „Drei-Sprachen-Tastatur“. In seiner 1964 in 1. Auflage erschienenen deutschen Sprachstatistik beschrieb er die Design-Prinzipien ausführlich und stellte das Buchstabenfeld dar (ohne auf die oberste Reihe mit den Zifferntasten einzugehen).
In einem 1982 vom seinerzeitigen Bundesministerium für Forschung und Technologie herausgegebenen Forschungsbericht zur ergonomischen Gestaltung von Schreibmaschinentastaturen werden neben der Dvorak-Tastaturbelegung und Helmut Meiers Drei-Sprachen-Tastatur (1954/1967) auch Belegungen des MARSAN-Instituts (1979) sowie eine englische Alternativtastatur nach Malt (1977) vorgestellt und anhand der Finger- und Handbelastung bei Beispieltexten verschiedener Sprachen mit der Sholes-Belegung (QWERTY-Tastaturbelegung) verglichen.
Die hier beschriebenen neueren Ansätze sind am Gebrauch in Deutschland orientiert. Die in der Schweiz vor allem in Eigennamen häufig vorkommenden Zeichen aus dem französischen Sprachgebrauch sind im Gegensatz zur Schweizer QWERTZ-Tastatur nur über Tastenkombinationen erreichbar. Andererseits wird das „ß“ im Verhältnis zum Schweizer Gebrauch zu prominent belegt. In der Schweizer Bundesverwaltung oder in mehrsprachigen Kantonen wäre eine solche Tastatur verglichen mit der Schweizer QWERTZ-Tastatur von diesem Gesichtspunkt her weniger praktikabel.

#### Neo

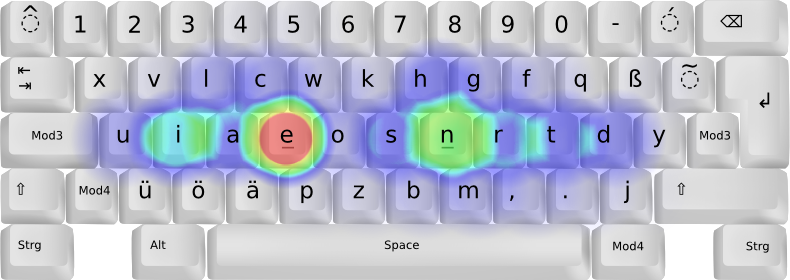
Verteilung der Buchstabenhäufigkeit auf einer Neo-Tastatur

Neo ist eine modernere deutsche Entwicklung, die 2004 von Hanno Behrens initiiert wurde und auf früheren Tastaturlayouts aufbaut. Sie ist mit Blick auf die deutsche Sprache sowie ihre Anglizismen entworfen und verfolgt den Ansatz, Schreibkomfort durch weniger Fingerbewegungen mit Ergonomie zu verbinden. Die Buchstaben sind nach Häufigkeit der Verwendung angeordnet; Mittellinie und Zeigefinger/Mittelfinger nutzen die häufigsten Buchstaben, häufige Buchstabenfolgen sind leicht zu tippen. Daraus ergeben sich kurze Wege, die nicht nur schneller zu tippen sein sollen, sondern auch Finger und Sehnen entlasten könnten. Als Indikator wird gelegentlich die Anzahl der Wörter, die allein unter Zuhilfenahme von Tasten auf der Grundlinie geschrieben werden können, herangezogen. Auf der QWERTZ-Tastatur seien das nur 75 Wörter, auf Dvorak 1400, der Helmut-Meier-Belegung rund 1600 und auf der Neo über 3600. Die häufigen Tastenkombinationen Strg+C, Strg+X, Strg+V und Strg+Z sind wie bei QWERTZ mit einer Hand zu bedienen. Es gibt unter anderem Tastaturtreiber für Linux, Microsoft Windows und macOS, außerdem existieren Zehnfingerlernprogramme, welche alternative Tastaturbelegungen unterstützen.

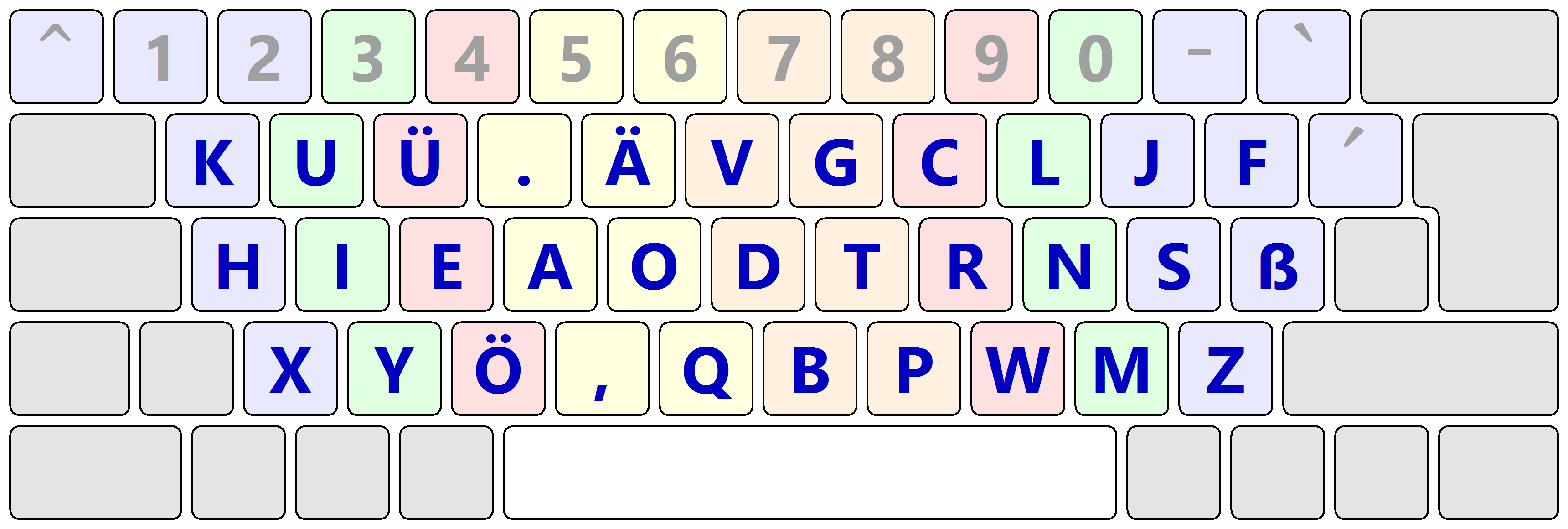
Belegung „Aus der Neo-Welt“, Hauptebene (Farben markieren Fingerbereiche des Zehnfingersystems)

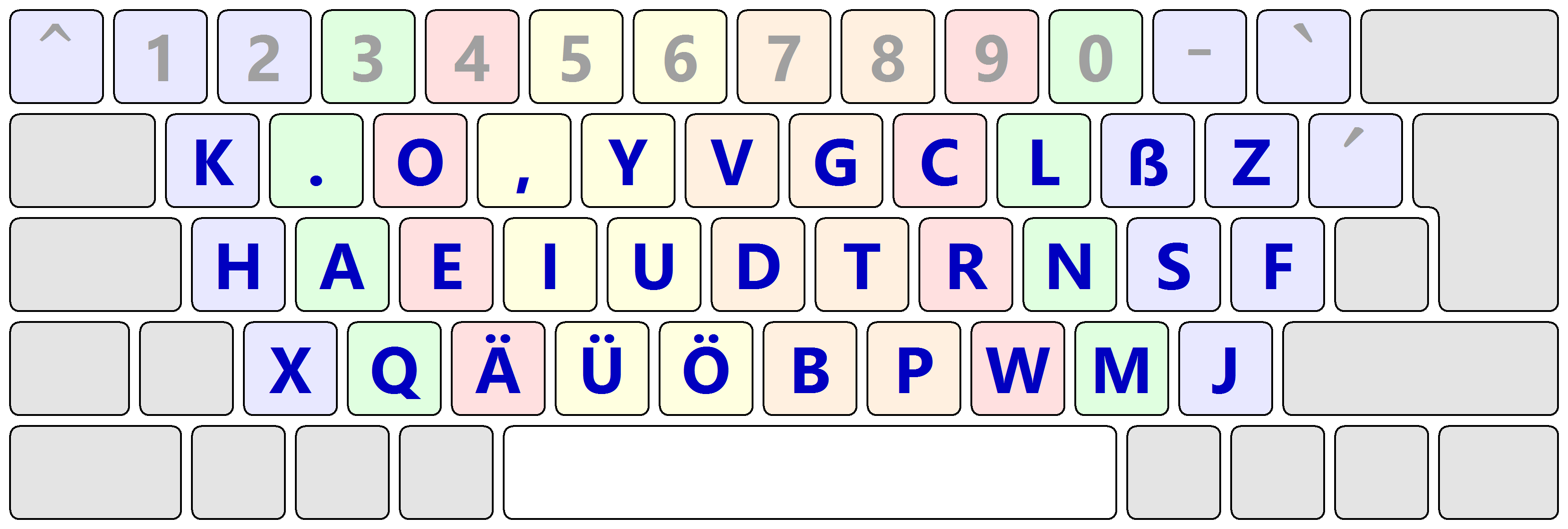
Belegung „Aus der Neo-Welt“, Variante „KOY“

#### „Aus der Neo-Welt“ und KOY
Ein weiterer Ansatz aus dem Jahr 2010 ist „Aus der Neo-Welt“ (AdNW), entwickelt von Andreas Wettstein, nach einer Idee von Ulf Bro. Diese Tastaturbelegung baut auf der Neo-Belegung auf (speziell stehen Sonderzeichen in der gleichen Weise und auf den gleichen Tastenpositionen zur Verfügung), ordnet jedoch die Buchstaben und die Satzzeichen Punkt und Komma anders an. Entwicklungsziel war, dass die in deutschen und englischen Texten häufigen Buchstaben günstig liegen und die Finger ausgewogen belastet werden. Zudem wurde großes Gewicht darauf gelegt, dass in möglichst wenigen Fällen direkt aufeinander folgende Buchstaben mit demselben oder mit benachbarten Fingern getippt werden müssen. Dazu wurden mit einem umfangreichen Textkorpus und mit einer speziellen Software Simulationen durchgeführt, wobei die Software sowohl numerische Auswertungsergebnisse nach verschiedenen Kriterien auflistet als auch die Ergebnisse grafisch veranschaulicht. Sowohl der Textkorpus als auch die Simulationssoftware stehen auf der Entwicklerseite zum Download zur Verfügung.
Eine von Ulf Bro entwickelte Variante „KOY“ (benannt nach den ersten Buchstaben in der oberen Buchstabenreihe) ist stärker darauf gewichtet, die Anzahl der Nachbaranschläge, die nicht von Zeige- und Mittelfinger angeschlagen werden, so gering wie möglich zu halten.
AdNW ist mit Version 2.12 (Mai 2014) und KOY mit Version 2.17 (Januar 2016) der Systemkomponente xkeyboard-config im X Window System enthalten. Damit sind beide Varianten in aktuellen Linux-Distributionen wählbar.

#### Ristome

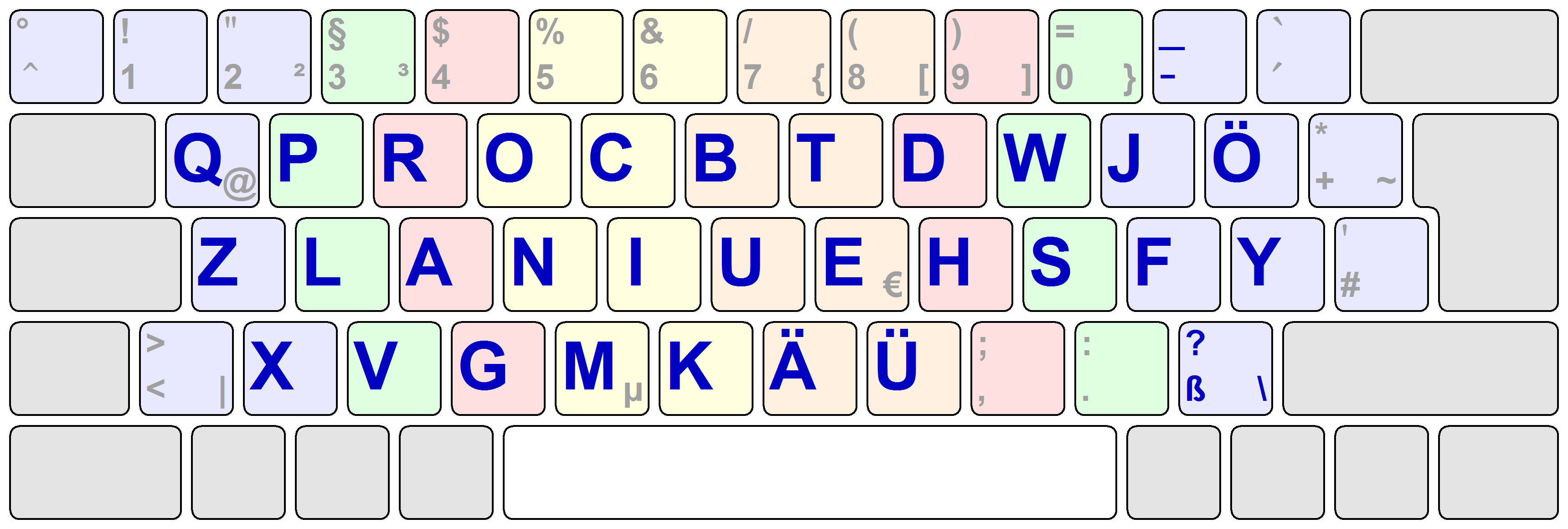
Ristome-Tastaturbelegung

Beim Wettbewerb Jugend forscht gewann 2005 die als ergonomisch herausgestellte RISTOME-Tastaturbelegung im Fachgebiet Arbeitswelt den ersten Preis. Ziel der Konzeption war u. a., die in deutschsprachigen Texten häufigsten Buchstaben auf die Zeigefinger-Positionen des Zehnfingersystems zu legen. Gegenüber der deutschen Standard-QWERTZ-Belegung wurden nur die Buchstaben und die „-“-Taste umbelegt, sodass bei einer herkömmlichen Tastatur die Tastenkappen vertauscht werden können, um diese zu einer Ristome-Tastatur umzubauen. Die Belegung wurde im September 2005 zum Gebrauchsmuster angemeldet und konnte bis zum Auslaufen des Gebrauchsmusterschutzes im Jahre 2015 nicht frei verwendet werden. Die Tastaturbelegung hat (Stand März 2017) keine nennenswerte Verbreitung erfahren, zumal gegenüber inzwischen verbreiteten Entwicklungen wie der Neo-Belegung keine Vorteile aufgezeigt werden.

### Neuere Ansätze in anderen Sprachen

#### Colemak (englisch)

US-amerikanische Colemak-Belegung

Für die 2006 vorgestellte Colemak-Belegung verspricht der Entwickler Shai Coleman bessere Geschwindigkeit und Ergonomie als bei der Dvorak-Belegung bei deutlich geringerem Umlernbedarf. Sie ist eine Weiterentwicklung des 2005 vorgestellten Asetion-Layouts des gleichen Autors und ist als Public Domain frei verfügbar. Außerdem ist sie seit dem Update 2024H2 in Windows 11 verfügbar. Sie verwendet die Alt-Gr-Taste zur Eingabe von Sonderzeichen und nichtenglischen Buchstaben (mittlere Spalten in den Tastenbildern der Abbildung) und die Kombination Alt Gr+“\” als spezielle Tottaste zur Eingabe weiterer Sonderzeichen (rechte Spalte dort). Gemäß Angaben des Entwicklers (Stand Oktober 2016) ist sie in den USA die nach QWERTY und Dvorak am dritthäufigsten verwendete Tastaturbelegung.

#### Bépo (französisch)

Bépo (Grundbelegung)

Die für französischsprachige Anwender ausgelegte und unter freier Lizenz verfügbare Bépo-Tastaturbelegung ist in ihren Zielen der deutschen Neo-Tastaturbelegung vergleichbar. Mit ihr sollen für übliche französischsprachige Texte 80 % der Anschläge in der mittleren Buchstabenreihe liegen, gegenüber knapp über 20 % bei der AZERTY-Belegung; außerdem sollen die Anschläge gleichmäßig auf die linke und rechte Hand verteilt sein. Die Belegung ermöglicht die Eingabe aller EU-Amtssprachen, die Lateinschrift verwenden, sowie zahlreicher in afrikanischen Sprachen verwendeter Sonderbuchstaben.